# راميرو فالديز
راميرو فالديز هو عسكري وسياسي كوبي، ولد في 28 أبريل 1932 في آرتميسا في كوبا. نشط حزبياً في الحزب الشيوعي الكوبي. وقد انتخب عضو في الجمعية الوطنية لكوبا ‏.